# Dret dels Estats Units

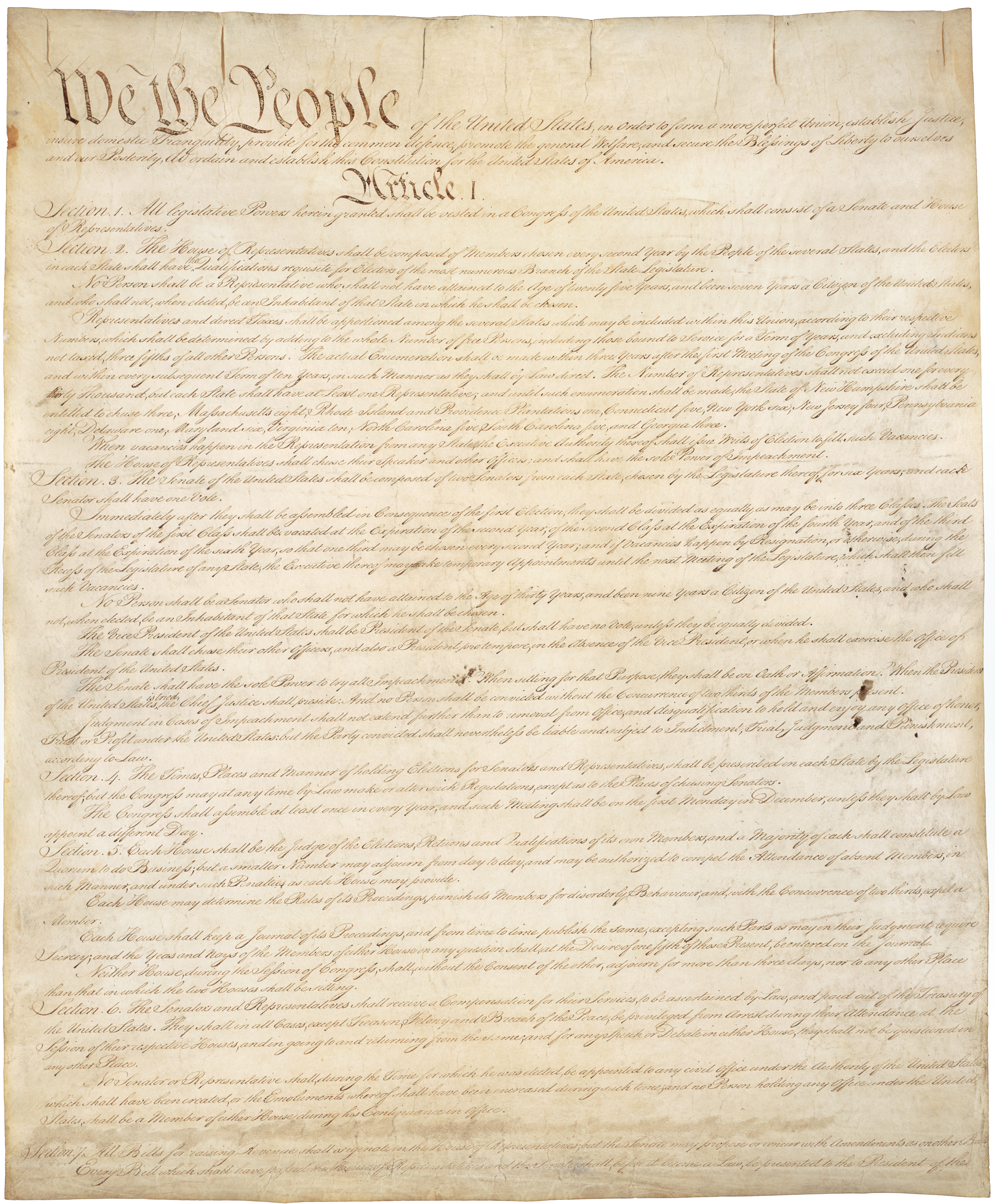
La Constitució dels Estats Units d'Amèrica és la norma suprema de l'ordenament jurídic del país.

El Dret dels Estats Units d'Amèrica és un sistema que deriva en gran manera del Common Law (Dret anglosaxó) que estava vigent en el Dret d'Anglaterra en l'època de la Guerra de la Independència. Actualment la llei suprema del país és la Constitució dels Estats Units, i sota el principi de supremacia constitucional, les lleis aprovades pel Congrés i els tractats que Estats Units d'Amèrica siga part, suposen el següent graó de la jerarquia de fonts del Dret. Aquests formen la base per a les lleis federals sota la constitució federal als Estats Units, establint els límits de la legislació federal i de les lleis en els cinquanta estats i altres territoris del país.

## Esquema general